# 李憲昇
李憲昇（：／ Lee Hun-seung，1963年5月11日—），大韓民國保守派政治人物，第19～21屆國會議員。